# ۱-نفتیل‌آمین
۱-نفتیل‌آمین (به انگلیسی: 1-Naphthylamine) با فرمول شیمیایی C۱۰H۹N یک ترکیب شیمیایی با شناسه پاب‌کم ۸۶۴۰ است. که جرم مولی آن ۱۴۳٫۱۹ g/mol می‌باشد.